# イネコン 12 トリオ
12 トリオ（英語: 12 Trio）は、チェコの鉄道車両メーカーであるイネコン・トラムがアメリカ合衆国の路面電車（ストリートカー）向けに展開する路面電車車両（部分超低床電車）である。この項目では、非電化区間向けに蓄電池を搭載した121 トリオ（121 Trio）についても解説する。

## 概要
シュコダ・トランスポーテーションとの合弁事業で製造した"シュコダ03T"や、イネコン・トラムが手掛けたヨーロッパ向けの"01 トリオ"を基に、台枠の強化を始めとするアメリカ向けの仕様変更がなされた形式。両運転台式の3車体連接車で、動力台車を有する両端の車体とジョイントで接続された中間のフローティング車体が床上高さ mmの低床構造となっている部分超低床電車で、編成全体の低床率は50％である。
車体の材料にはCKD Kutna Hora社によって作られたプレス加工を施した圧延鋼板を採用し、前面は積層グラスファイバーが、屋根は防錆のためステンレス鋼が使用される。内装はバリアフリーに適した構造になっており、中間車体にフリースペースが2箇所設置されている他、運転手や乗務員への連絡が可能なインターホンが備わっている。また、中間車体の乗降扉下部には車椅子使用客向けの自動収納式スロープが存在する。空調装置は冷暖房双方に対応している。
2基の電動機が搭載された動力台車には油圧ブレーキが設置され、車輪の摩擦状態を自動的に分析し制動を調節する機能を有する。また、台車には車体にかかる負荷に関わらず車高・床面高さを一定に保つ油圧空気式サスペンションが設置されている。制御装置を始めとする大半の電気機器は屋根上にあり、コンテナへの収納などメンテナンスの容易さを重視した配置となっている。
車両の組み立てのほとんどはチェコ・オストラヴァにあるイネコンの工場で行われ、ドイツ・ブレーメン港を経てアメリカへ到着した後の工事は券売機の設置など微細なものに限られる。

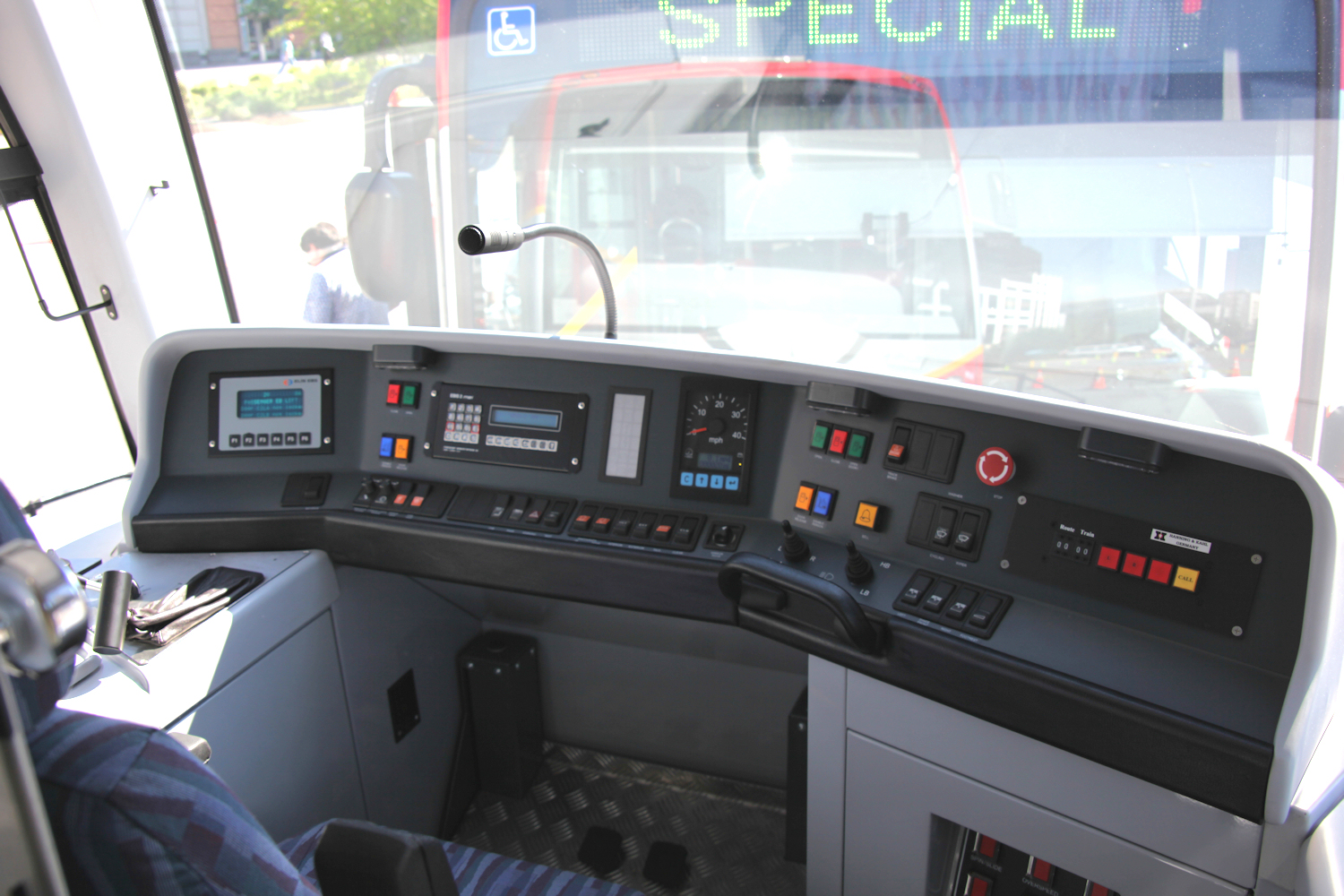
運転台（DCストリートカー）
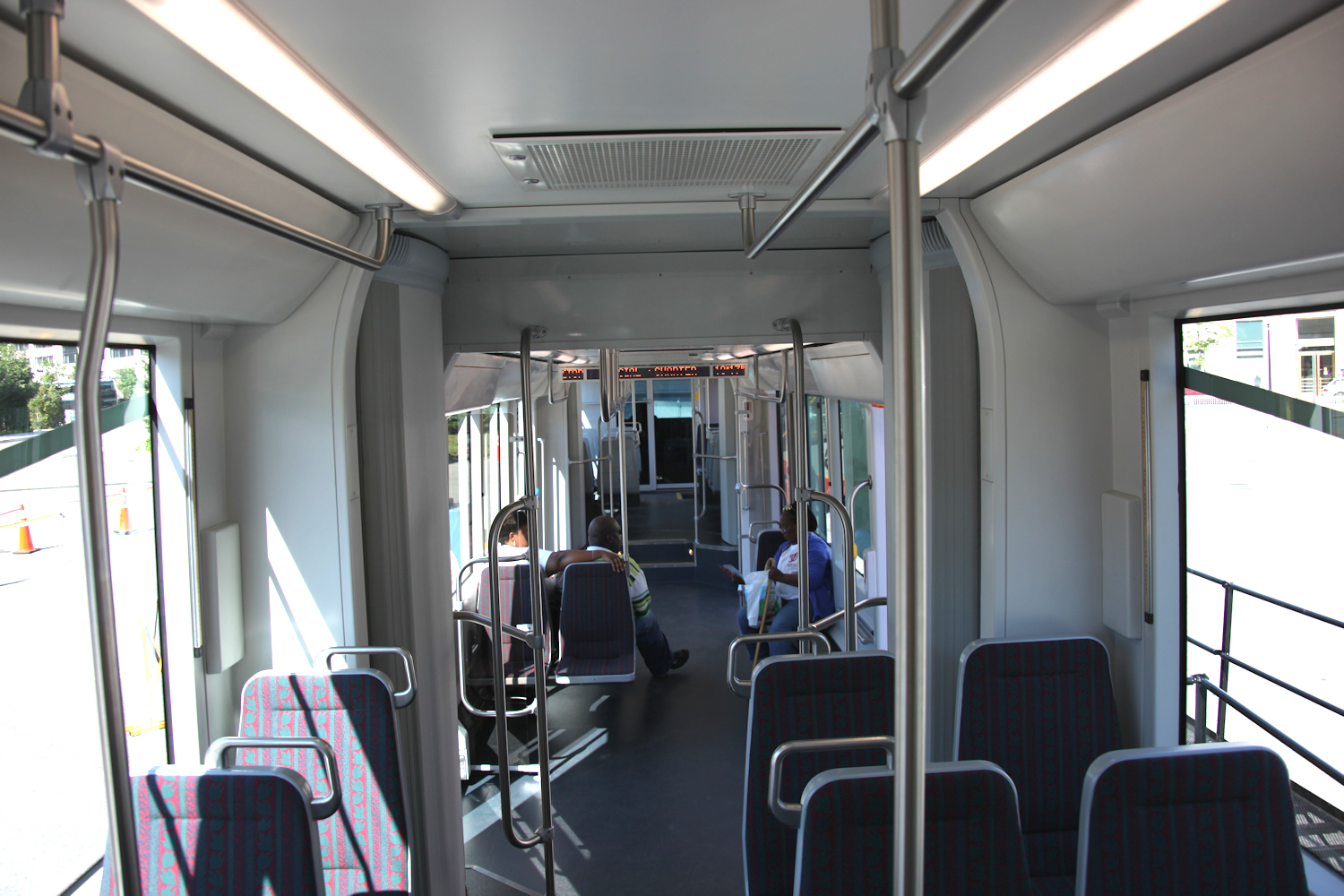
車内（DCストリートカー）
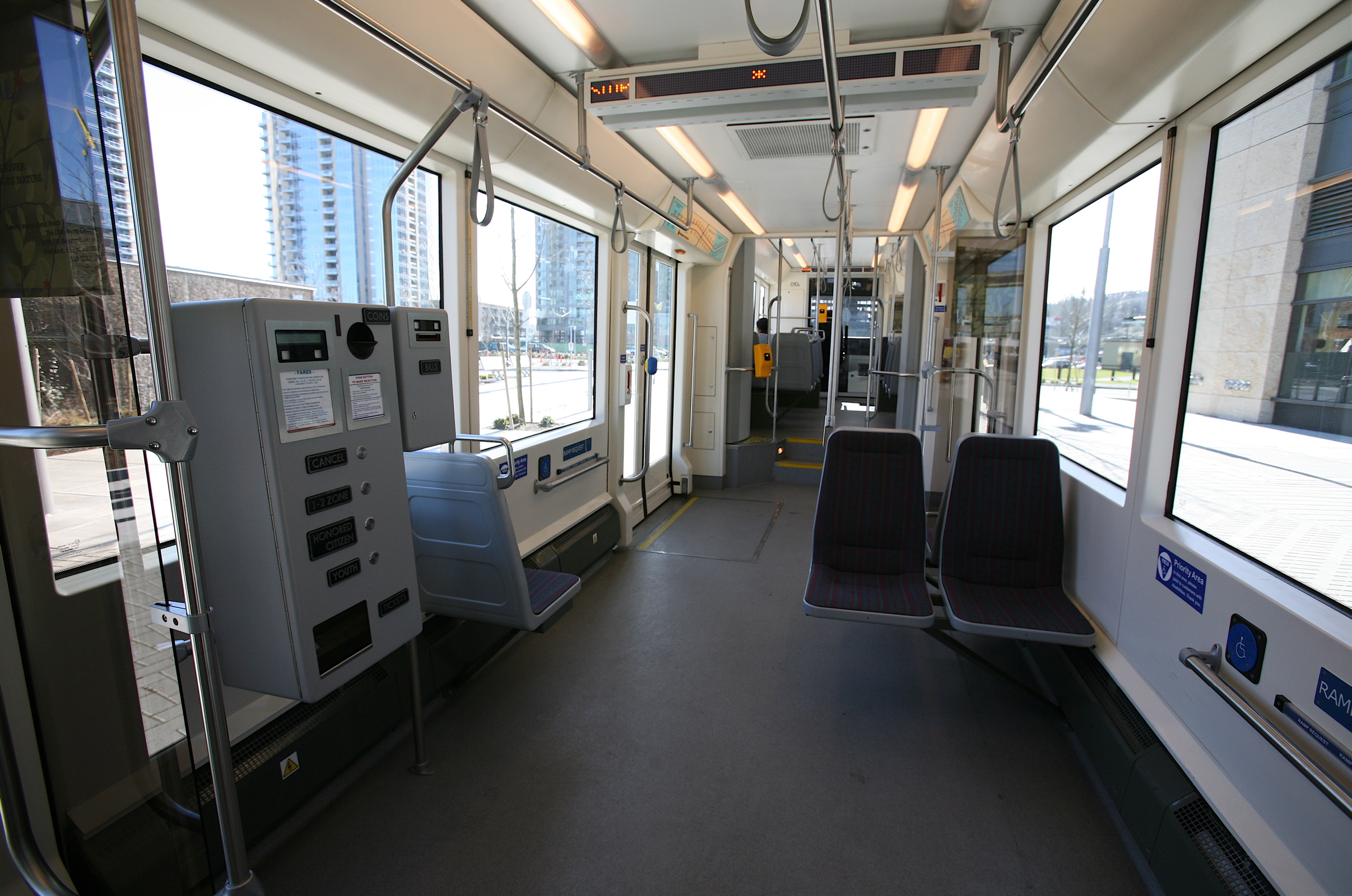
車内（ポートランド・ストリートカー）
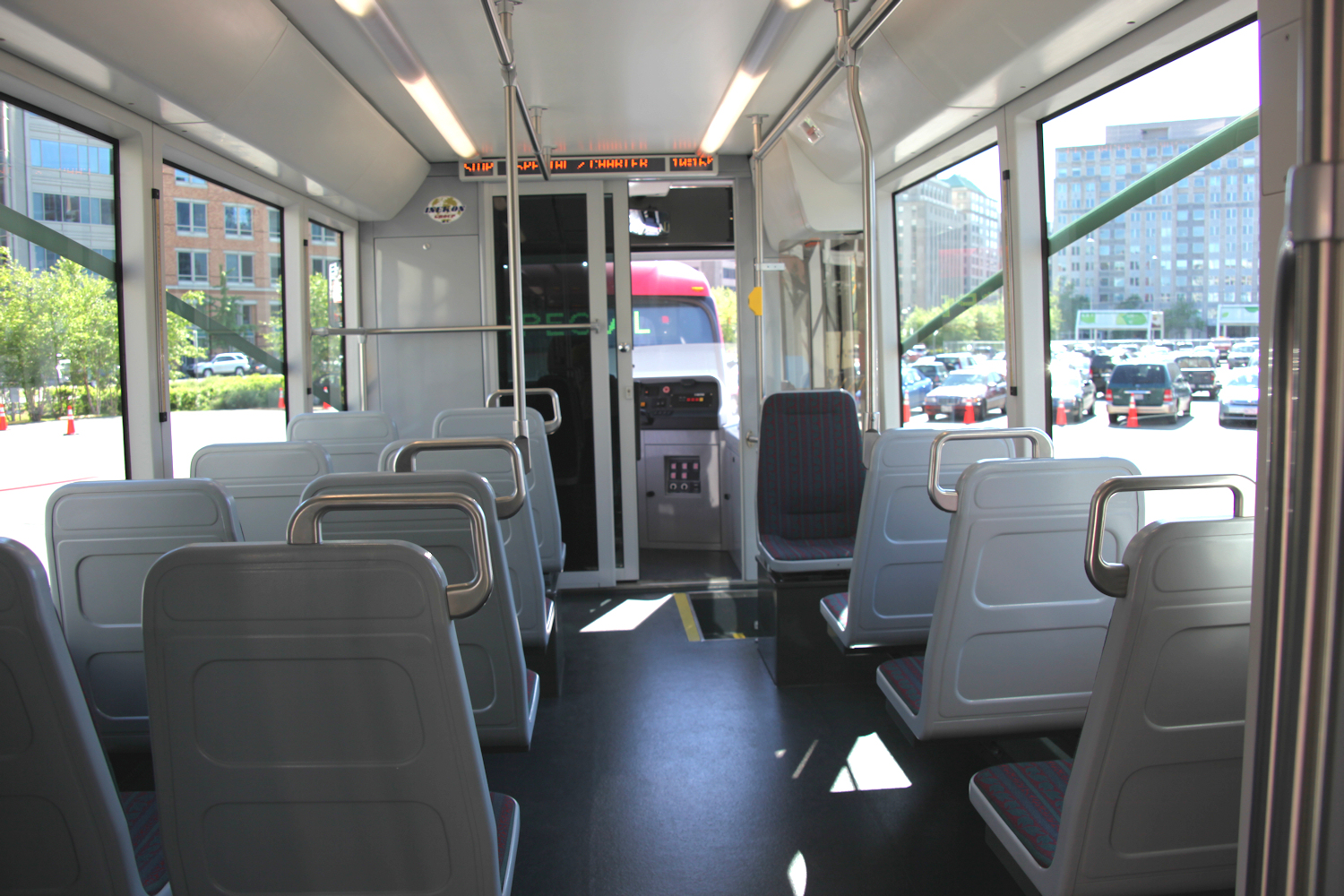
車内（運転台側）（DCストリートカー）
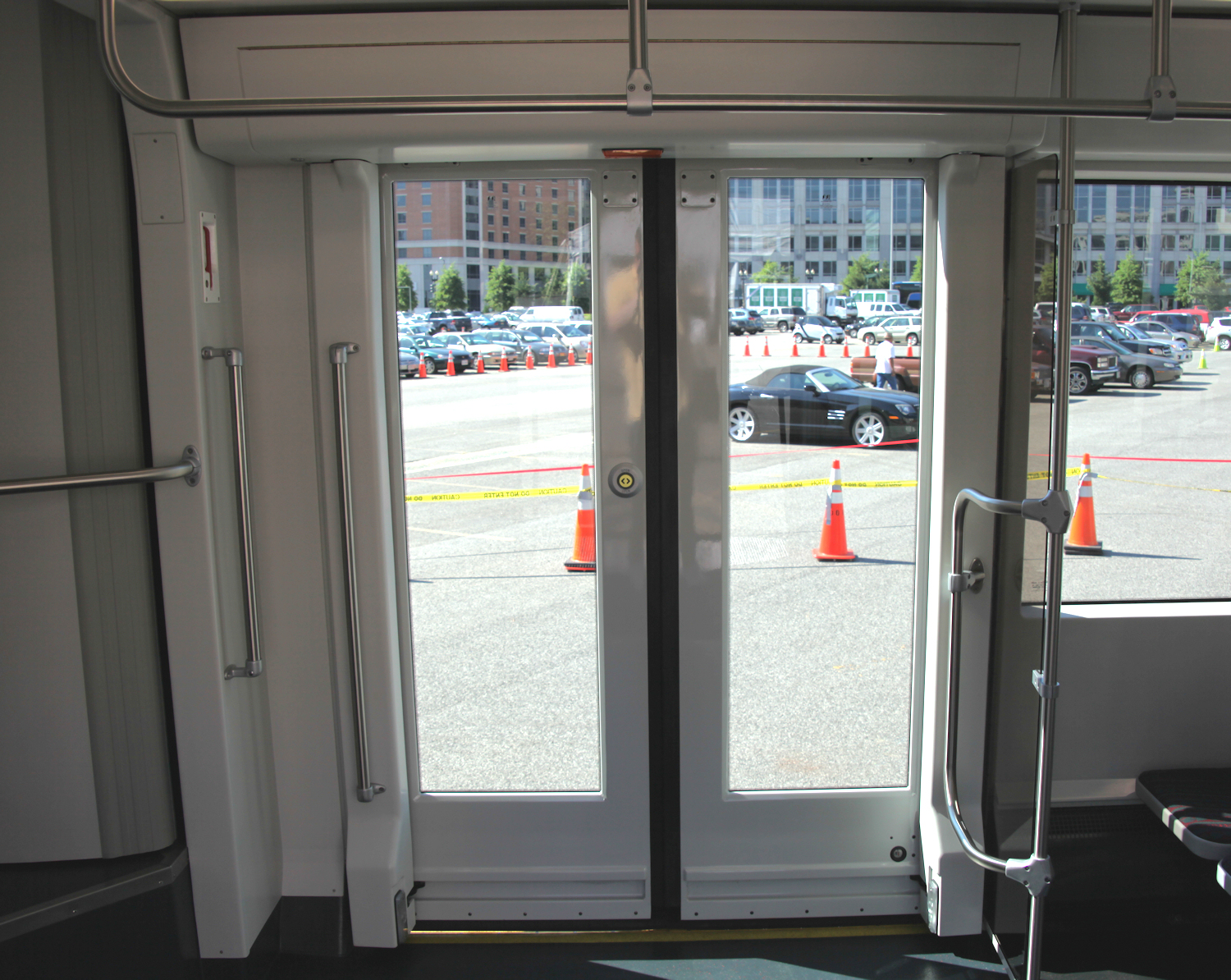
車内（乗降扉付近）（DCストリートカー）
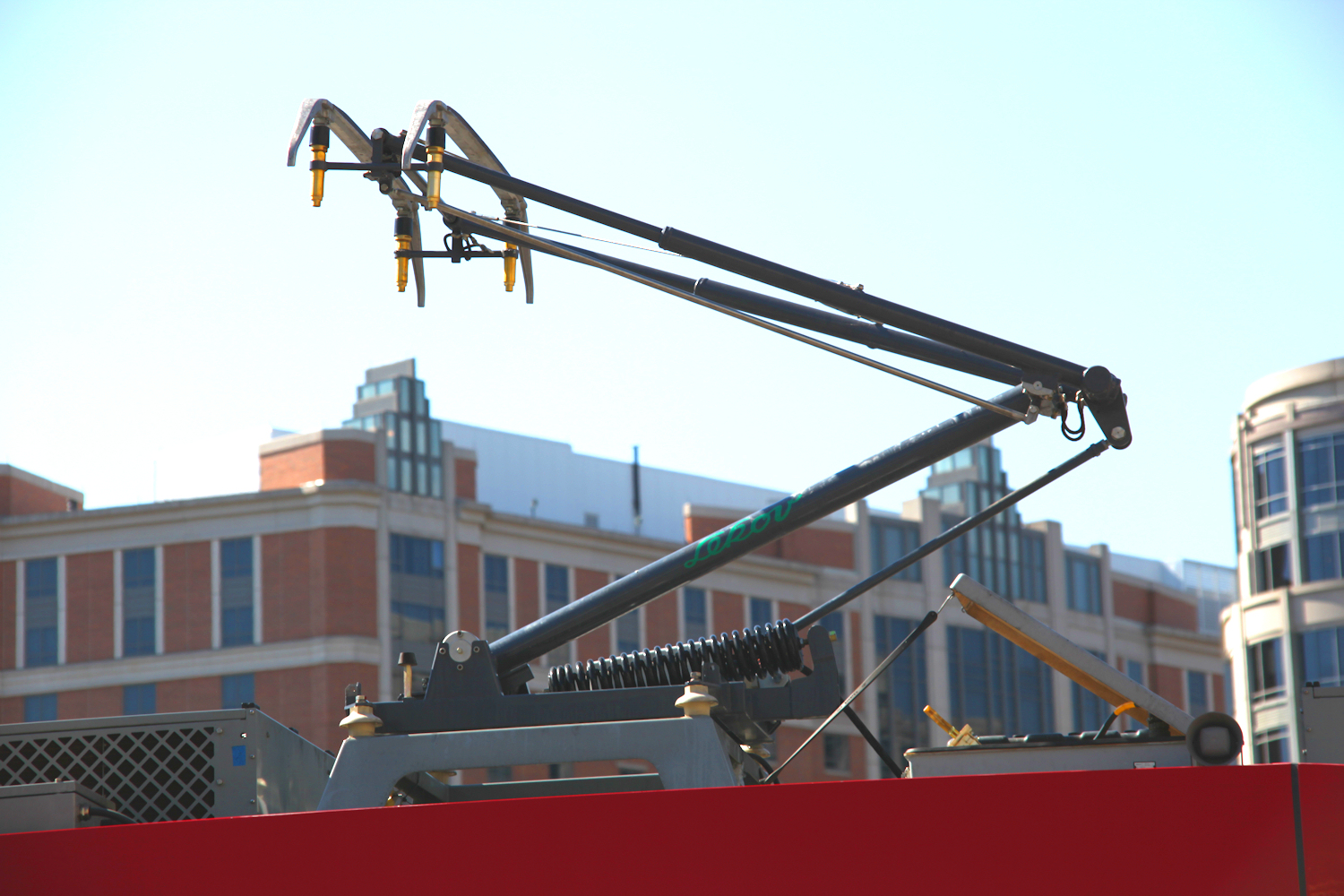
集電装置（DCストリートカー）
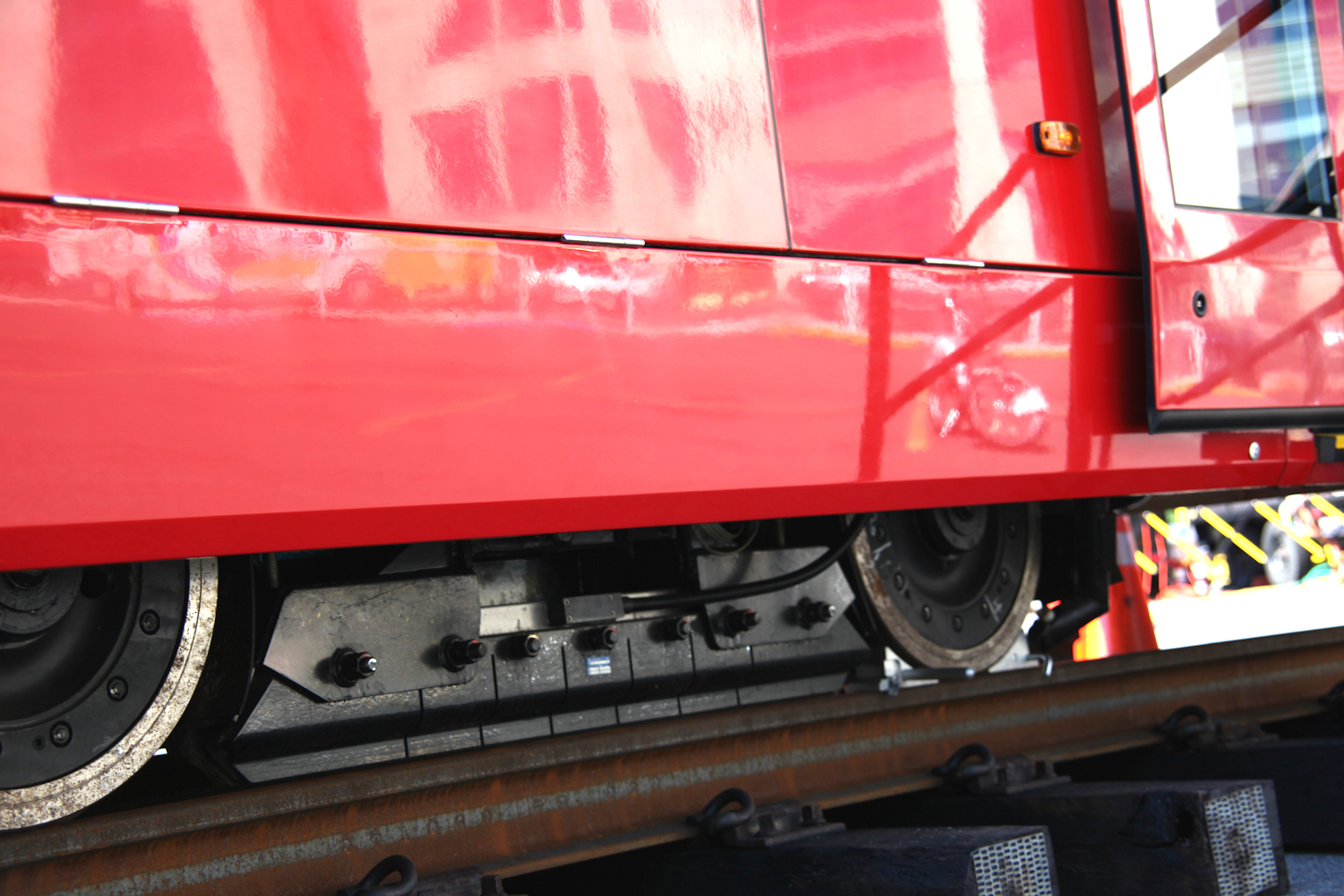
動力台車（DCストリートカー）

## 導入

### ポートランド

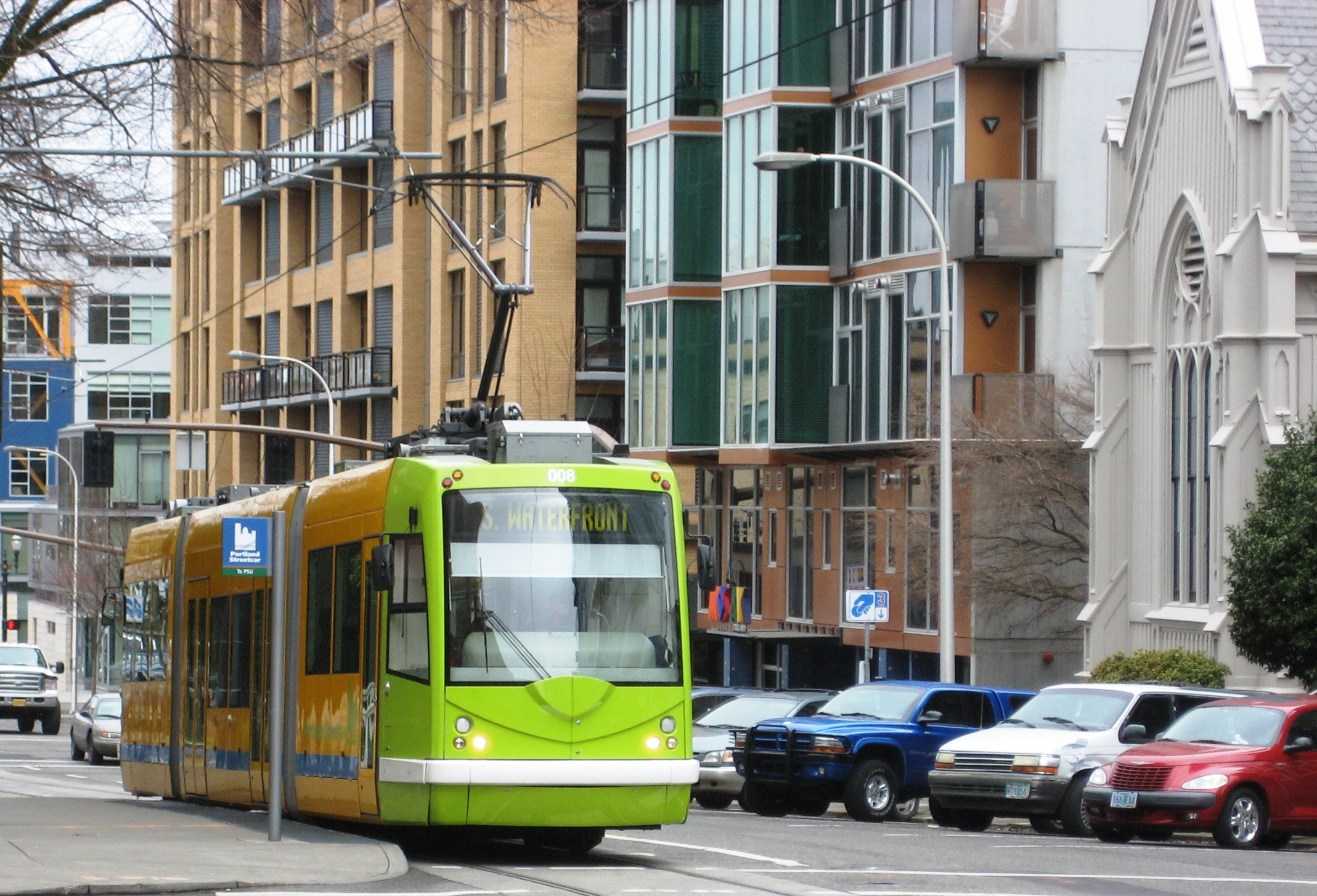
12 トリオ（ポートランド・ストリートカー）

ポートランドの路面電車であるポートランド・ストリートカー向けの3両（008-010）は2006年に製造が行われ、翌2007年から営業運転に投入されている。

### シアトル

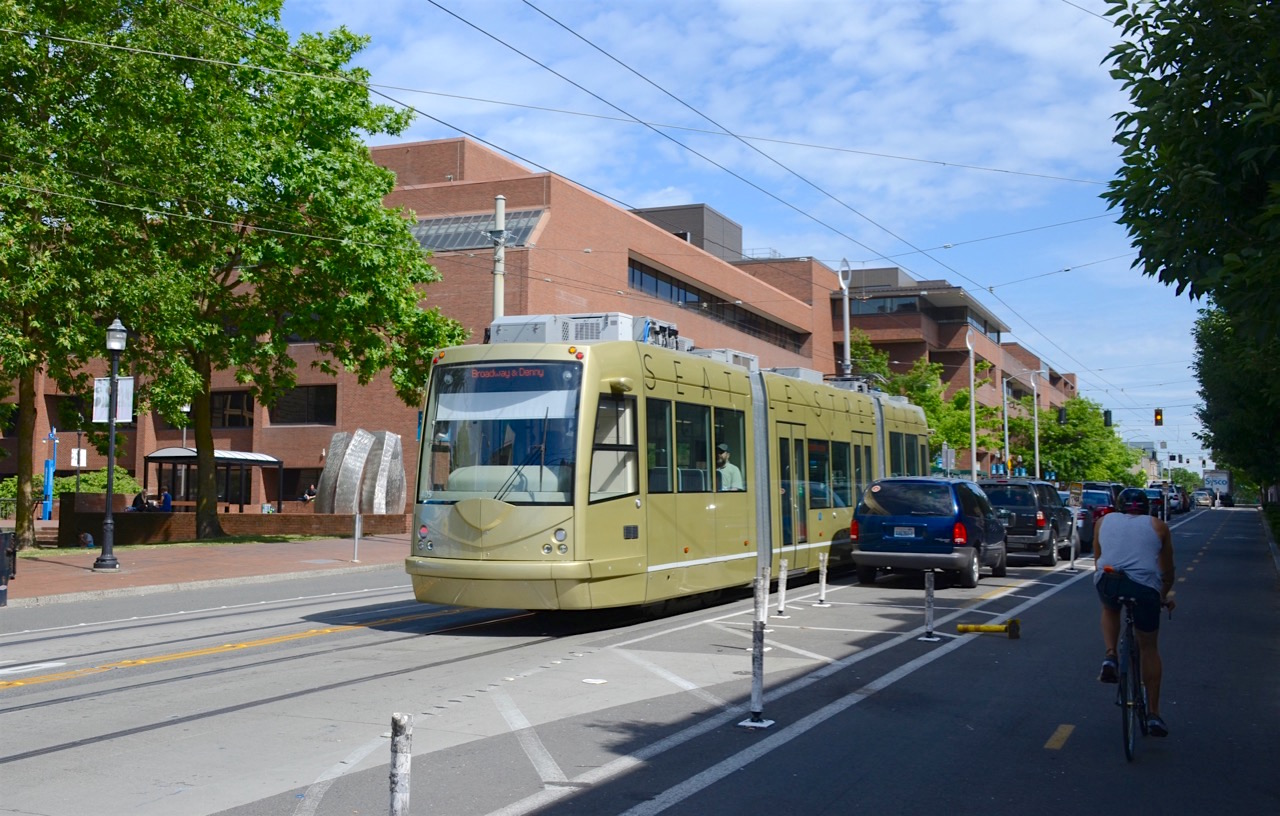
121 トリオ（シアトル・ストリートカー）

シアトルの路面電車であるシアトル・ストリートカーは、2007年12月12日の開業に併せて3両（301-303）の12 トリオを導入した。更に2011年には架線が存在しない区間でも蓄電池を用いて走行可能な121 トリオが6両（401-406）導入され、2015年にもAmazon.comの支援の元で増備された1両（407）が運行を開始している。

### ワシントンD.C.

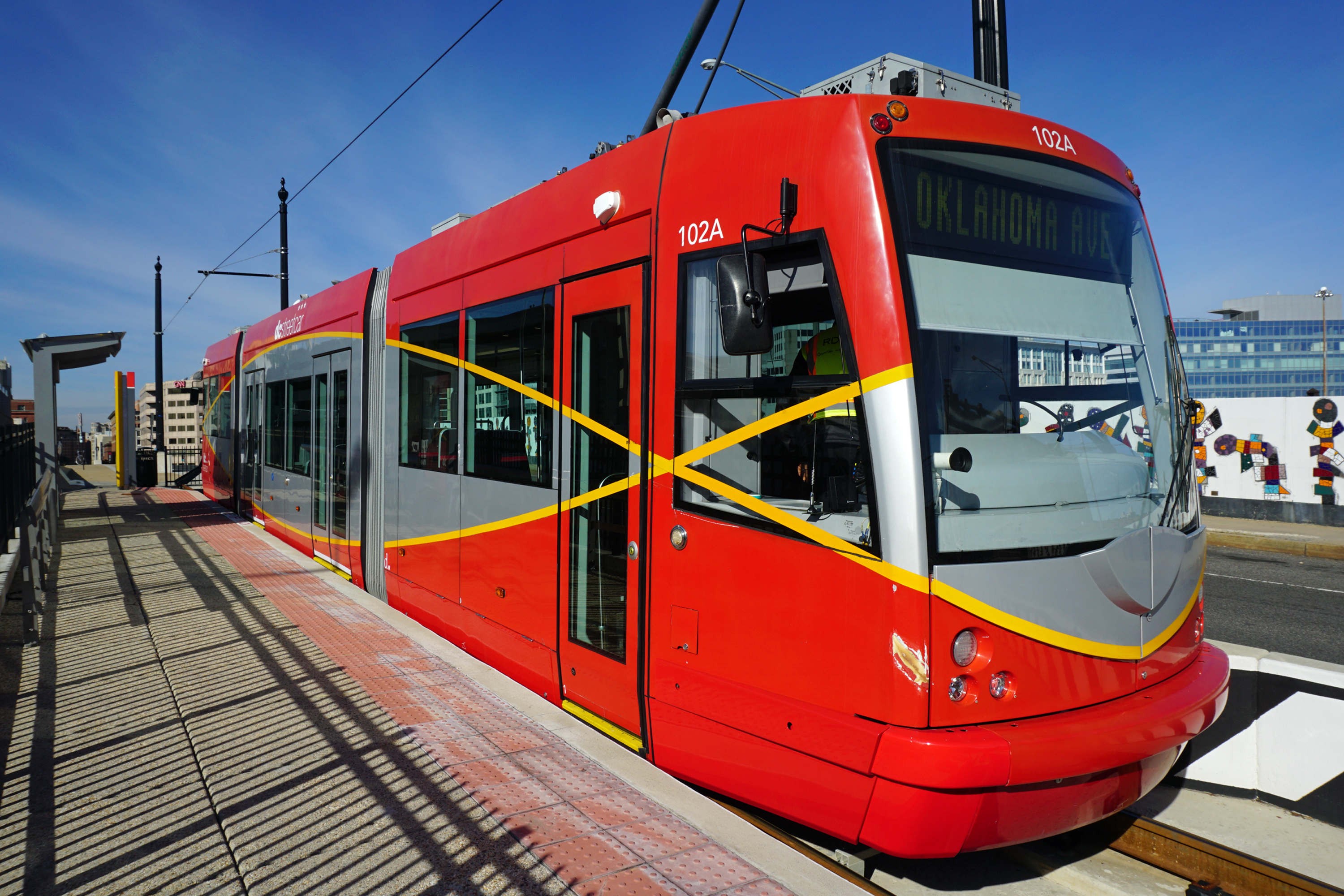
12 トリオ（DCストリートカー）

12 トリオの最初の発注元となったワシントンD.C.の路面電車のDCストリートカーへは3両（101-103）が2007年に製造されたが、建設の遅れから2009年12月までオストラヴァの工場に保管され、ワシントンD.C.到着後も長期の試運転に用いられた。DCストリートカーの車両として営業運転を開始したのは2016年2月27日からである。